# Auerodendron pauciflorum
Auerodendron pauciflorum là một loài thực vật thuộc họ Rhamnaceae. Đây là loài đặc hữu của Puerto Rico.